# Cantó de Hœnheim
El cantó de Hœnheim és un cantó francès del departament del Baix Rin, situat al districte d'Estrasburg. Creat amb la reorganització cantonal del 2015.

## Municipis
- Eckbolsheim
- Hœnheim
- Lampertheim
- Mittelhausbergen
- Mundolsheim
- Niederhausbergen
- Oberhausbergen
- Reichstett
- Souffelweyersheim
- Wolfisheim